# Битва при Окэхадзаме
Битва при Окэхадзаме (яп. 桶狭間の戦い окэхадзама-но татакаи) — битва, произошедшая 12 июня 1560 года между войсками Имагавы Ёсимото и отборными отрядами Оды Нобунаги. Победил Нобунага, который добыл голову вражеского главнокомандующего. Этот бой стал причиной упадка рода Имагава и роста авторитета и военного могущества Оды Нобунаги.

## Предыстория
Род Имагава, который владел провинциями Суруга и Тотоми (совр. префектура Сидзуока), хотел расширения своих владений на запад. В 1550-х ему удалось покорить небольшой самурайский род Мацудайра, который контролировал провинцию Микава (совр. префектура Айти) и постоянно вел войну с западным соседом — родом Ода, обладателями провинции Овари (совр. префектура Айти). Под предлогом защиты слабых Мацудайра, семья Имагава объявила войну их врагам. После ряда локальных боев было решено окончательно покончить с Одой. С этой целью 5 июня 1560 года 9-й глава рода Имагава, Имагава Ёсимото отправился с 25-тысячным войском на запад.
Между тем лидер семьи Ода, Ода Нобунага, лишь недавно смог разбить внутреннюю оппозицию и объединить разрозненные земли провинции Овари. Из-за длительной междоусобицы он потерял много своих солдат и против Имагавы смог выставить лишь 3 тысячи воинов. Силы противников были неравны, поэтому военачальники рода Ода готовились отбивать агрессоров под стенами собственных замков.

## Битва
10 июня 1560 года передовые силы Имагавы, которыми командовал молодой глава рода Мацудайра, Мацудайра Мотоясу, вошли в замок Одака, кастелян (управляющий) которого в канун конфликта переметнулся на сторону наступающих. На следующий день силы Мацудайра переправили всю провизию войск к амбарам этого замка.
Между тем, основная армия Имагавы вступила на территорию Овари. Её главнокомандующий Имагава Ёсимото разместил свой штаб на невысоком холме в местности Окэхадзама. 12 июня, около 3 часов утра, по его приказу Мацудайра Мотоясу и полководец Асахина Ясутомо повели основные части войска на штурм пограничных фортов Оды — укреплений Васидзу и Маруне.
Узнав от своих разведчиков, что Имагава Ёсимото остался с небольшой охраной в штабе, а большая часть вражеского войска пошла на штурм его крепостей, Ода Нобунага собрал около двух тысяч воинов и отправился от своей крепости Киёсу к Окэхадзаме. В 10 часов утра он прибыл к укреплениям храма Дзэндзэдзи, в котором объединился с бывшими там отрядами. В это время Ода Нобунага получил сообщение, что противник захватил его пограничные форты и отдыхает после ночного штурма. Также ему стало известно, что в штабе Имагавы Ёсимото организовано празднование в честь первых успешных операций. Ода решил воспользоваться этим моментом и внезапно атаковать слишком рано расслабившегося противника и уничтожить его командный центр.
Неожиданно после полудня пошёл дождь. Под его прикрытием Ода Нобунага повёл свои 3 тысячи воинов прямо на штаб Имагавы. Ливень был настолько сильным, что с соседних гор не было видно продвижение их колонны. Когда дождь наконец прекратился, часовые штаба Имагавы обнаружили, что прямо перед ними — почти вся армия Нобунаги. Нобунага воспользовался общим смятением и всеми силами ударил по позициям Имагавы Ёсимото. Воины Оды быстро поднялись на холм Окэхадзама. Вражеские солдаты убегали, бросая луки, ружья и флаги. Их главнокомандующий, пытаясь спасти жизнь, покинул даже свой любимый красный паланкин.
Конные гвардейцы Оды Нобунаги ринулись вдогонку за отступающими. Перебив небольшую охрану Имагавы Ёсимото, они добрались до него самого. Имагаве удалось отбить атаку одного гвардейца, однако в то же мгновение на него налетел второй, который отрубил ему голову.

## Последствия
Потеряв главнокомандующего и многих талантливых командиров, шокированные силы Имагавы поспешно отступили из провинции Овари. От этого поражения Имагава уже не смогли оправиться. В 1561 году против Имагавы восстал прежний союзник Мацудайра Мотоясу, который изменил фамилию на Токугава и заключил союз с вчерашним врагом — Одой. В течение дальнейших десяти лет род Имагава был уничтожен силами Токугавы Иэясу и Такэды Сингэна, все его земли были разделены между соседями.
С другой стороны, битва при Окэхадзаме прославила на всю Японию имя Оды Нобунаги. Это укрепило его власть в его владении, и облегчило завоевание других земель, поскольку и свои, и чужие самураи стремились драться под флагами этого «бога войны». Хотя эта битва принесла Оде победу и славу, он никогда больше не повторял таких рискованных атак.